# William (football, 1967)
Pour les articles homonymes, voir William.
William Amaral de Andrade, plus communément appelé William est un footballeur luso-brésilien né le 27 décembre 1967 à Rio de Janeiro. Il évoluait au poste de défenseur central avant de devenir entraîneur.

## Biographie
William a joué 21 matchs en Ligue 1 sous les couleurs du SC Bastia. Il a également disputé 33 matchs en Liga avec le club de Compostela.
Il a été sacré Champion du Portugal en 1991 et 1994 avec le Benfica Lisbonne, club avec lequel il a joué 7 matchs de Ligue des Champions.

## Carrière
- 1987-1988 : CD Nacional  Portugal
- 1988 : Botafogo FR  Brésil
- 1988-1989 : CD Nacional  Portugal
- 1989-1990 : Vitoria Guimarães  Portugal
- 1990-1995 : Benfica  Portugal
- 1995-1996 : SC Bastia  France
- 1996-2000 : SD Compostela  Espagne
- 2000- janv. 2002 : Vitoria Guimarães  Portugal
- janv. 2002-2002 : Celta Vigo  Espagne[1]

## Palmarès
- Champion du Portugal en 1991 et 1994 avec le Benfica Lisbonne
- Vainqueur de la Coupe du Portugal en 1993 avec le Benfica Lisbonne